# Nowy Nart
Nowy Nart (do 14 lutego 1968 Nart Nowy) – wieś w Polsce położona w województwie podkarpackim, w powiecie niżańskim, w gminie Jeżowe.
| SIMC  | Nazwa        | Rodzaj    |
| ----- | ------------ | --------- |
| część | Dwór         | część wsi |
| część | Kolonia      | część wsi |
| część | Na Hektarach | część wsi |

Miejscowość jest siedzibą rzymskokatolickiej parafii Matki Bożej Nieustającej Pomocy należącej do dekanatu Rudnik.
W latach 1975–1998 miejscowość administracyjnie należała do województwa tarnobrzeskiego.